# Hybos quadriseta
Hybos quadriseta är en tvåvingeart som beskrevs av Yang och Merz 2004. Hybos quadriseta ingår i släktet Hybos och familjen puckeldansflugor. Inga underarter finns listade i Catalogue of Life.